# Bundesautobahn 117
L'autostrada tedesca A 117 è una breve diramazione della A 113, di cui costituisce il tracciato originario.

## Percorso
| A 117 |           |                             |     |                |                |
| Tipo  | n° uscita | Indicazione                 | km  | Corrispondenze | Strada europea |
|       | 3         | Autobahndreieck Waltersdorf | 5,1 |                |                |
|       | 2         | Waltersdorf                 | 5,4 |                |                |
|       | 1         | Autobahndreieck Treptow     | 9,9 |                |                |